# Convento de Santa Teresa (Lerma)
El convento de Santa Teresa (actual Iglesia de S. Juan y parroquia de Lerma) es un edificio religioso, situado en la localidad burgalesa de Lerma (Castilla y León, España).

## Historia
Inaugurado por Felipe III el 27 de octubre de 1617, fue habitado por frailes carmelitas. Un año después se produjo el traslado del Santísimo Sacramento al Convento de Santa Teresa. 
Desde el siglo XX se utiliza como parroquia de Lerma durante los meses de invierno, y el claustro como sede de los servicios del Ayuntamiento y la Oficina de Turismo de la ciudad.